# Song Yiling

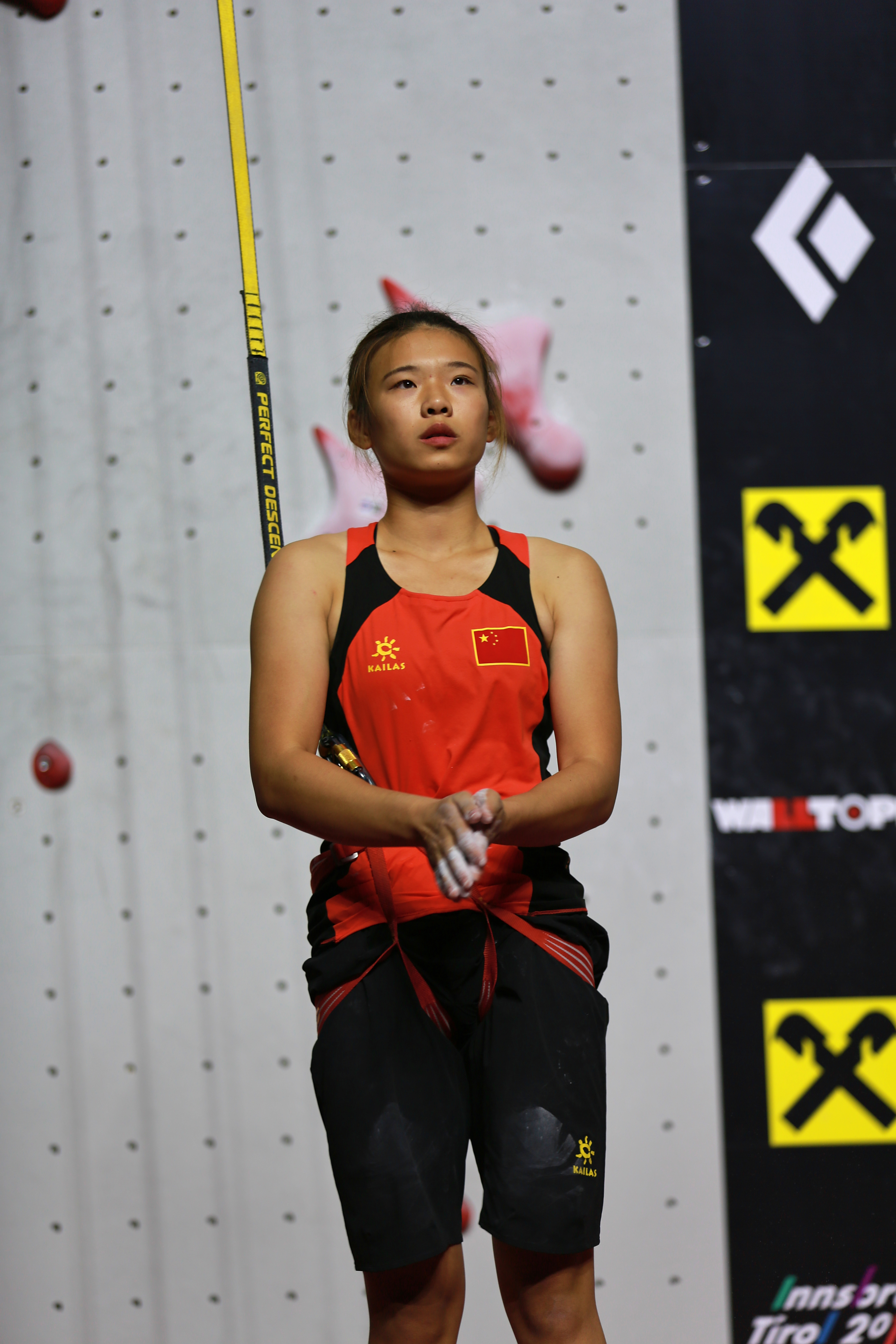
Song Yiling bei der „Climbing World Championships 2018“

Song Yiling (* 1. Januar 2001 in Shenzhen) ist eine chinesische Sportkletterin.

## Karriere
Song gewann im Jahr 2017 die Jugend-Asienmeisterschaft im Speedklettern und erzielte eine Silbermedaille in der gleichen Disziplin bei den Jugend-Weltmeisterschaften und den Senioren-Asienmeisterschaften. Letzteres konnte sie 2018 wiederholen. In 2019 konnte sie drei Speed-Weltcups gewinnen und gewann so den Gesamt-Weltcup im Speedklettern. Auch gelang es ihr in der Saison beim Weltcup in Chongqing mit 7.101 s den Weltrekord im Speedklettern aufzustellen, den sie ein halbes Jahr halten konnte. Bei den olympischen Qualifikationswettkämpfen in Toulouse verpasste sie mit dem 9. Platz das Finale, konnte sich damit dennoch für die Olympischen Sommerspiele 2020 in Tokio qualifizieren. Dort erreichte sie in der Qualifikation den zwölften Platz und verpasste so die Qualifikation für das Finale.
Sie gehört der Chinese Mountaineering Association an.